# Miniopterus medius
Miniopterus medius is een vleermuis uit het geslacht Miniopterus die voorkomt van Zuidoost-China en de Filipijnen tot Nieuw-Guinea en mogelijk de Salomonseilanden. Op het vasteland van Zuidoost-Azië (behalve Thailand en Malakka) en in de Kleine Soenda-eilanden is de soort onbekend. Het is mogelijk dat deze middelgrote Miniopterus geen andere soort is dan M. fuscus uit de Riukiu-eilanden (Japan), maar een ondersoort van die vorm. In Nieuw-Guinea, waar de soort op drie plaatsen in Papoea-Nieuw-Guinea is gevonden, komt de soort op 360 tot 1360 m hoogte voor. De kop-romplengte bedraagt 53,2 tot 59,2 mm, de staartlengte 51 tot 56,3 mm, de voorarmlengte 47,1 tot 48,4 mm, de tibialengte 20 mm, de achtervoetlengte 10,3 mm, de oorlengte 11,7 tot 14,7 mm en het gewicht 11,0 tot 12,1 g.